# Hernán López Muñoz
Hernán Darío López Muñoz (Villa del Parque, Ciudad de Buenos Aires; 7 de septiembre de 2000) es un futbolista argentino. Juega como mediocampista y su actual equipo es Argentinos Juniors de la Primera División de Argentina.
Es sobrino nieto del recordado futbolista y entrenador Diego Armando Maradona.

## Trayectoria

### River Plate
Debutó el 7 de abril de 2019 contra Tigre en el Estadio Monumental, con derrota por 2-3 en la última fecha de la Superliga 2018-19. Aquel día ingresó a los 13 minutos del tiempo complementario en reemplazo de Jorge Carrascal. A cinco minutos del final del encuentro marcaría el empate parcial 2-2 tras centro por izquierda de Nahuel Gallardo.

### Central Córdoba
El 17 de febrero de 2021, se comunica públicamente el acuerdo de cesión de los derechos del jugador en favor de Central Córdoba (SdE) a préstamo por el plazo de un año en búsqueda de sumar rodaje en primera división ya que no sería tenido en cuenta en este momento del equipo de Marcelo Gallardo.
En El Ferroviario se dio el lujo de meter su primer hat-trick: fue el 26 de septiembre de 2022, en un partido correspondiente a la LPF 2022 ante Aldosivi, donde metió el primero a los 59 minutos de cabeza tras el centro de Francisco González. El segundo llegaría a los 64 de una contra luego del despeje de César Rigamonti y el posterior pase de Gonzalo Alejandro Ríos, para posteriormente picarla. Al minuto 80, llegaría el tercero por vías del mismo asistente que el primero para terminar definiendo cruzado al primer palo.

### Godoy Cruz
El 12 de enero de 2023 fue cedido por un año a Godoy Cruz. Tras un gran paso donde sería clave para el Campeonato de Primera División 2023 y Copa de la Liga Profesional 2023 que realizó Godoy Cruz, que sirvió para que clasificara a la fase previa de la Copa Libertadores 2024, su contrato finalizaba el 31 de diciembre de 2023 con opción de compra. El 15 de agosto de 2023, Godoy Cruz hizo uso de la opción de compra para quedarse con el 50 % del pase a cambio de 1 millón de dólares y con un contrato de tres años y medio para el jugador. Marcaría dos goles en la Copa de la Liga Profesional 2024, teniendo un gran declive en comparación con su actuación en la temporada anterior.

### San Jose Earthquakes
Tras quedar afuera en los cuartos de la Copa de la Liga Profesional 2024, 2-1 ante Vélez, días después Hernán López Muñoz fue vendido al San Jose Earthquakes de la Major League Soccer: se compró el 100% del pase por US$7M (que se divide en partes iguales con River, el cual adquiere US$3.5M) y firmó hasta diciembre de 2026, siendo su primera experiencia internacional.
El 11 de  mayo de 2024, en su segundo partido, anota su primer gol internacional ante Colorado Rapids. Lo anotó a los 51 minutos del Primer Tiempo para el temporal 2-2 que luego terminaría en triunfo de su equipo por 3-2.

## Estadísticas

### Clubes
- Actualizado hasta el 11 de agosto de 2025.

| Club | Div.                | Temporada           | Liga  | Liga  | Liga   | Copas nacionales (1) | Copas nacionales (1) | Copas nacionales (1) | Copas internacionales (2) | Copas internacionales (2) | Copas internacionales (2) | Total | Total | Total  | Media goleadora(3) |
| Club | Div.                | Temporada           | Part. | Goles | Asist. | Part.                | Goles                | Asist.               | Part.                     | Goles                     | Asist.                    | Part. | Goles | Asist. | Media goleadora(3) |
| --- | ------------------- | ------------------- | ----- | ----- | ------ | -------------------- | -------------------- | -------------------- | ------------------------- | ------------------------- | ------------------------- | ----- | ----- | ------ | ------------------ |
| River Plate Argentina | 1.ª                 | 2018-19             | 1     | 1     | 0      | 0                    | 0                    | 0                    | 0                         | 0                         | 0                         | 1     | 1     | 0      | 1,00               |
| River Plate Argentina | 1.ª                 | 2019-20             | 0     | 0     | 0      | 0                    | 0                    | 0                    | 0                         | 0                         | 0                         | 0     | 0     | 0      | 0,00               |
| River Plate Argentina | Total club          | Total club          | 1     | 1     | 0      | 0                    | 0                    | 0                    | 0                         | 0                         | 0                         | 1     | 1     | 0      | 1,00               |
| Central Cordoba (SdE) Argentina | 1.ª                 | 2021                | 3     | 0     | 0      | 6                    | 0                    | 0                    | 0                         | 0                         | 0                         | 9     | 0     | 0      | 0,00               |
| Central Cordoba (SdE) Argentina | 1.ª                 | 2022                | 21    | 4     | 1      | 0                    | 0                    | 0                    | 0                         | 0                         | 0                         | 21    | 4     | 1      | 0,19               |
| Central Cordoba (SdE) Argentina | Total club          | Total club          | 24    | 4     | 1      | 6                    | 0                    | 0                    | 0                         | 0                         | 0                         | 30    | 4     | 1      | 0,13               |
| Godoy Cruz Argentina | 1.ª                 | 2023                | 21    | 3     | 4      | 17                   | 2                    | 2                    | 0                         | 0                         | 0                         | 38    | 5     | 6      | 0,13               |
| Godoy Cruz Argentina | 1.ª                 | 2024                | 0     | 0     | 0      | 11                   | 2                    | 0                    | 2                         | 0                         | 0                         | 13    | 2     | 0      | 0,15               |
| Godoy Cruz Argentina | Total club          | Total club          | 21    | 3     | 4      | 28                   | 4                    | 2                    | 2                         | 0                         | 0                         | 51    | 7     | 6      | 0,13               |
| San Jose Earthquakes Estados Unidos | 1.ª                 | 2024                | 24    | 6     | 2      | 2                    | 1                    | 0                    | 4                         | 2                         | 0                         | 30    | 9     | 2      | 0,30               |
| San Jose Earthquakes Estados Unidos | 1.ª                 | 2025                | 5     | 0     | 0      | 2                    | 0                    | 0                    | 0                         | 0                         | 0                         | 7     | 0     | 0      | 0,00               |
| San Jose Earthquakes Estados Unidos | Total club          | Total club          | 29    | 6     | 2      | 4                    | 1                    | 0                    | 4                         | 2                         | 0                         | 37    | 9     | 2      | 0,24               |
| Argentinos Juniors Argentina | 1.ª                 | 2025                | 4     | 0     | 0      | 1                    | 0                    | 0                    | Inexistentes              | Inexistentes              | Inexistentes              | 5     | 0     | 0      | 0,00               |
| Argentinos Juniors Argentina | Total club          | Total club          | 4     | 0     | 0      | 1                    | 0                    | 0                    | 0                         | 0                         | 0                         | 5     | 0     | 0      | 0,00               |
| Total en su carrera | Total en su carrera | Total en su carrera | 79    | 14    | 7      | 39                   | 5                    | 2                    | 6                         | 2                         | 0                         | 124   | 21    | 9      | 0,16               |
| (1) Las copas nacionales se refiere a la Copa Argentina, la Copa de la Liga Profesional y la U.S. Open Cup. (2) Las copas internacionales se refiere a la Copa Libertadores, la Liga de Campeones de la Concacaf y la Leagues Cup. (3) Media de goles por encuentro. No incluye goles en partidos amistosos. |                     |                     |       |       |        |                      |                      |                      |                           |                           |                           |       |       |        |                    |

### Hat-tricks
| 1 | 26/9/2022 | Estadio José María Minella, Mar del Plata | Central Córdoba | Aldosivi |  | 3:0 | Liga Profesional 2022 |